# Anthus (Toreut)
Anthus war ein antiker römischer Toreut (Metallarbeiter), der in der zweiten Hälfte des 1. Jahrhunderts in Gallien tätig war.
Anthus ist heute nur noch aufgrund von fünf Signaturstempeln auf Bronzekasserollen bekannt. Mit gesicherten Fundorten in Frankreich, Schweden, Deutschland und Österreich weisen die Stücke eine weite Streuung auf. Die Signatur lautet lateinisch ANTHVS F, ergänzt zu Anthus f(ecit), übersetzt ins Deutsche zu Anthus machte es. Bei den Stücken handelt es sich um:
1. Bronzekasserolle; gefunden in Langres, Frankreich; heute im Musée d’Art et d’Histoire à Langres.[1]
2. Bronzekasserolle; gefunden in der Saône, Frankreich; heute im Musée Denon in Chalon-sur-Saône.[2]
3. Bronzekasserolle; gefunden in einem Brandgrab in Storegården, Schweden; heute im Staatlichen historischen Museum in Stockholm.[3]
4. Bronzekasserolle; gefunden in einem Grab in Obermendig, Deutschland; heute im Rheinischen Landesmuseum in Bonn.[4]
5. Bronzekasserolle; gefunden in Natters, Tirol, Österreich; heute im Tiroler Landesmuseum in Innsbruck.[5]

## Einzelbelege
1. ↑  Inventarnummer ?; Richard Petrovszky: Studien zu römischen Bronzegefäßen mit Meisterstempeln. Leidorf, Buch am Erlbach 1993, S. 208, Nr. A.19.01; CIL 13, 10027,7.
2. ↑  Inventarnummer ?; Richard Petrovszky: Studien zu römischen Bronzegefäßen mit Meisterstempeln. Leidorf, Buch am Erlbach 1993, S. 208, Nr. A.19.02.
3. ↑  Inventarnummer 19.223; Richard Petrovszky: Studien zu römischen Bronzegefäßen mit Meisterstempeln. Leidorf, Buch am Erlbach 1993, S. 208–209, Nr. A.19.03.
4. ↑  Inventarnummer 30.743h; Richard Petrovszky: Studien zu römischen Bronzegefäßen mit Meisterstempeln. Leidorf, Buch am Erlbach 1993, S. 209, Nr. A.19.04.
5. ↑  Inventarnummer 7.222; Richard Petrovszky: Studien zu römischen Bronzegefäßen mit Meisterstempeln. Leidorf, Buch am Erlbach 1993, S. 209, Nr. A.19.05; CIL 13, 6017,7.

| Personendaten    | Personendaten                              |
| ---------------- | ------------------------------------------ |
| NAME             | Anthus                                     |
| KURZBESCHREIBUNG | antiker römischer Toreut                   |
| GEBURTSDATUM     | 1. Jahrhundert v. Chr. oder 1. Jahrhundert |
| STERBEDATUM      | 1. Jahrhundert oder 2. Jahrhundert         |